# Denis O'Connor
Denis T. O'Connor (né le 28 mars 1841 à Pickering en Ontario et décédé le 30 juin 1911) est un prélat canadien de l'Église catholique. Il fut archevêque de l'archidiocèse de Toronto en Ontario au Canada de 1899 au Canada à 1911 et évêque du diocèse de London, également en Ontario, de 1890 à 1899. Il était membre de la Congrégation de saint Basile.

## Biographie
Denis T. O'Connor est né le 28 mars 1841 à Pickering en Ontario. Il étudia à l'université de St. Michael's College à Toronto. Le 24 juin 1860, il professa ses vœux pour devenir un membre de la Congrégation de saint Basile. Il fut ordonné prêtre au sein de cette congrégation le 8 décembre 1863 par Mgr John Joseph Lynch. Il devint professeur de théologie à l'université de St. Michael's College et le supérieur du collège Assomption (en) de Windsor en Ontario.
Le 18 juillet 1890, il fut nommé évêque du diocèse de London en Ontario et fut consacré évêque le 19 octobre de la même année par Mgr John Walsh, archevêque de Toronto, avec comme co-consécrateurs John Samuel Foley et Thomas Joseph Dowling. Il devint l'archevêque de l'archidiocèse de Toronto le 7 janvier 1899. Il démissionna le 4 mai 1908 à cause de son mauvais état de santé et reçu le siège titulaire d'archevêque de Laodicée-en-Syrie (de). Il décéda le 30 juin 1911.

## Héritage

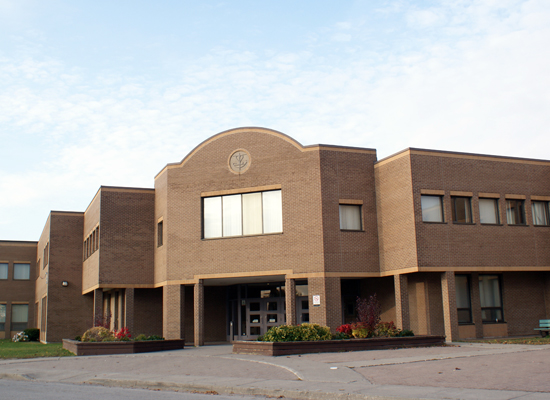
L'école secondaire Archbishop Denis O'Connor

Une école secondaire catholique d'Ajax en Ontario porte le nom d'Archbishop Denis O'Connor (« Archevêque-Denis-O'Connor » en anglais).

## Succession apostolique
Denis O'Connor a ordonné les évêques suivants :
- Archevêque Fergus Patrick McEvay (1899)